# پوست لطیف
پوست لطیف (فرانسوی: La peau douce‎) یک فیلم درام رمانتیک به کارگردانی فرانسوا تروفو محصول مشترک سینمای فرانسه و پرتغال است که سال ۱۹۶۴ اکران شد. از بازیگران آن می‌توان به فرانسواز دورلیاک، ژان دسایی، موریس گارل، و سابین اودپان اشاره کرد.
پوست لطیف در جشنواره فیلم کن ۱۹۶۴ به نمایش درآمد و نامزد نخل طلا شد اما در فروش توفیق چندانی به دست نیاورد.